# Théâtre des Capucines
Pour les articles homonymes, voir Capucine.
Le théâtre des Capucines est une ancienne salle de théâtre parisienne située 39, boulevard des Capucines (2e arr.), inaugurée en 1898 et fermée en juin 1973.

## Historique

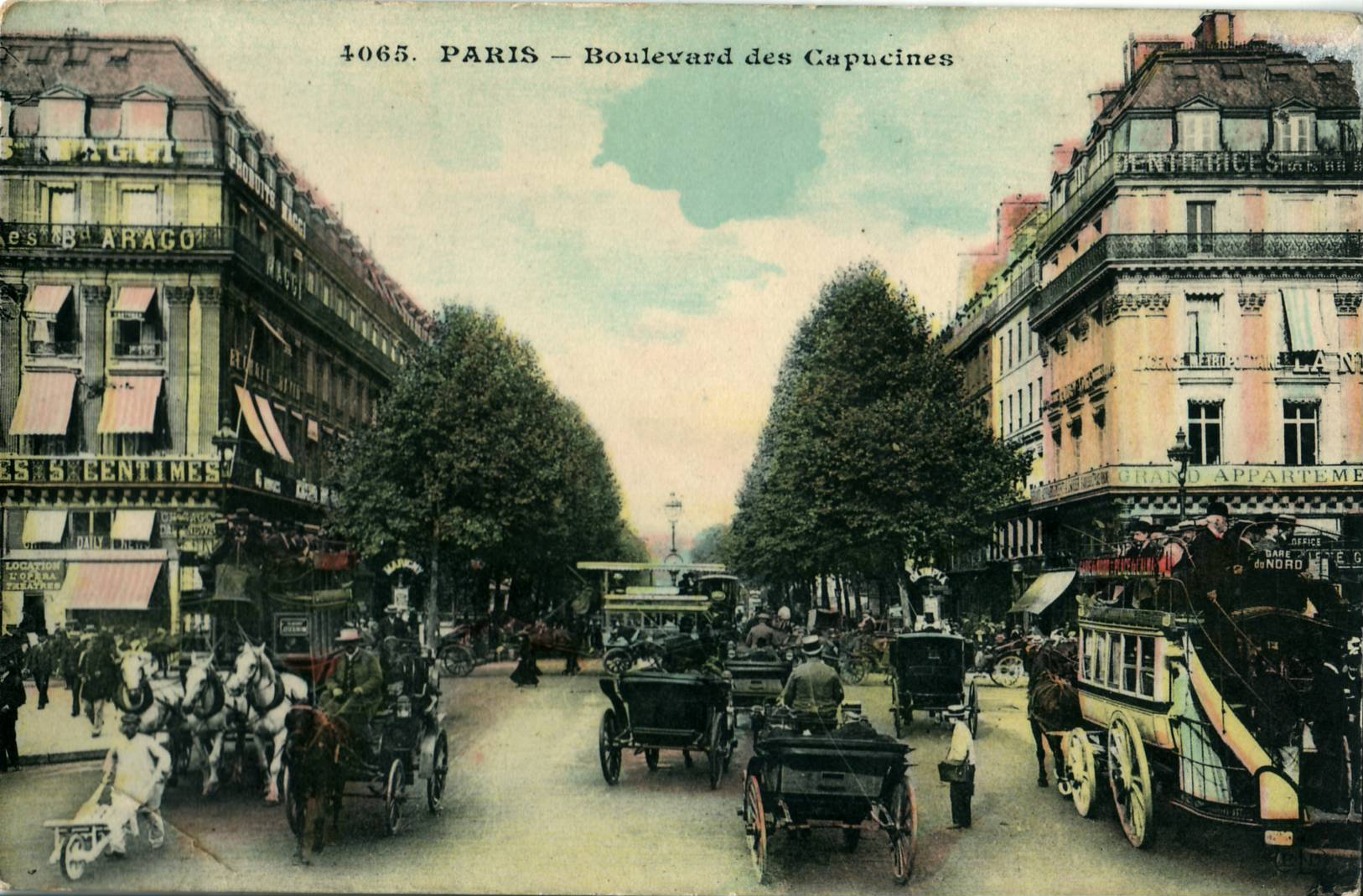
Le boulevard des Capucines au début du XXe siècle.

L'immeuble d'un ancien magasin avec trois étages et annexe dans la cour, est loué en 1889 aux frères Isola, Émile et Vincent.
En 1895, les travaux de rénovation sont confiés à  l'architecte Édouard-Jean Niermans. 
En 1897, Les Frères Isola vendent leur petit théâtre à Max Maurey et Alphonse Franck qui fondent le Théâtre des Capucines qui ouvre en 1898 sous la direction d'Alphonse Franck. Parmi les directeurs, on peut citer Octave Pradels (1899), Armand Berthez (1908-1932).

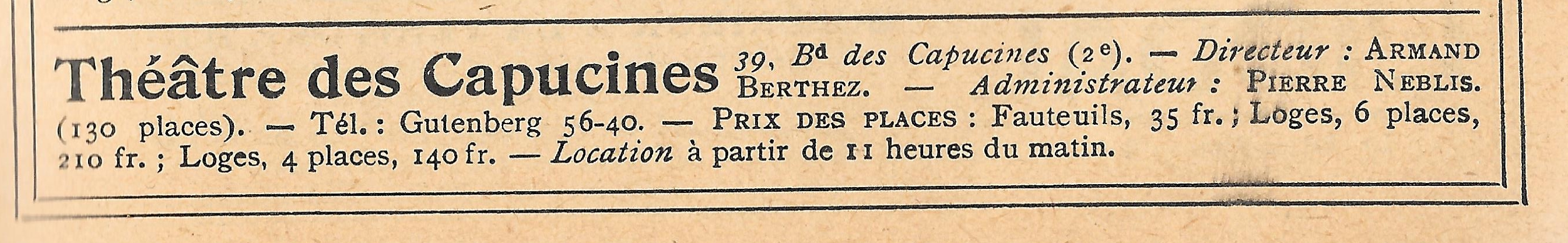
Théâtre des Capucines. Prix des places en 1925 et administration.

On y joua, entre autres, la comédie musicale Une femme par jour, livret de Pierre Veber, couplets de Jean Boyer, musique de Georges Van Parys. 
Arletty y débuta en octobre 1919 dans CGT roi, revue d'André Barde et de Michel Carré. Elle s'y produisit régulièrement durant dix ans, notamment dans des opérettes de Rip . 
Le théâtre ferme ses portes le 29 juin 1973. Rénové, il est transformé en 1993 en musée à la gloire des parfums Fragonard par Agnès Costa de Beauregard, héritière du parfumeur.

## Répertoire

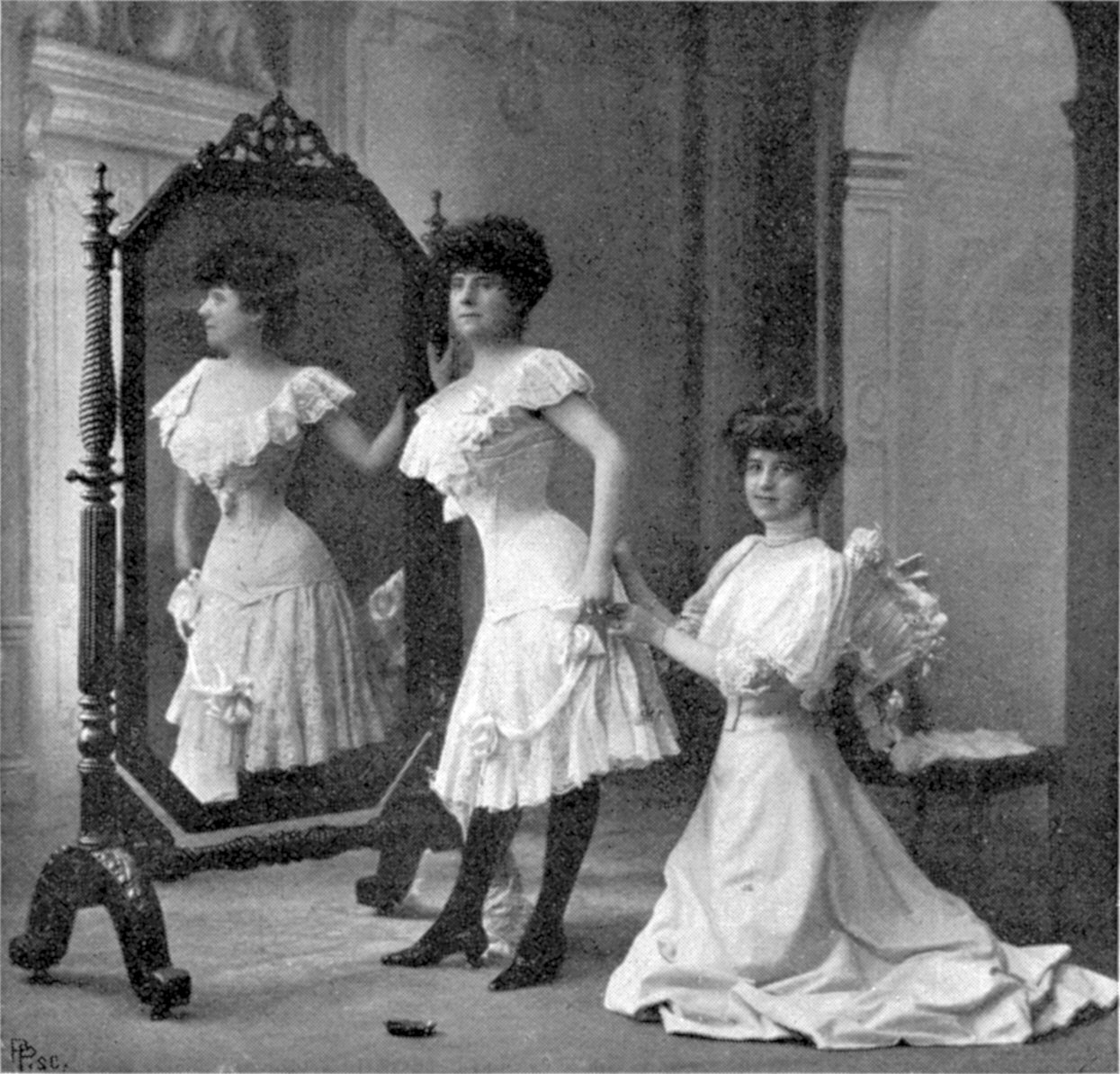
Marcelle Bordo, du théâtre des Capucines, chez la corsetière Germaine Delage (1906).

- 1905 : Le KWTZ de Sacha Guitry (13 décembre)
- 1905 : La Sauvegarde de Henry de Rothschild (17 novembre)
- 1920 : Mais les hommes n’en sauront rien, comédie en 3 actes de Félix Gandéra (30 juin)
- 1925 : Quand on est trois, comédie musicale de Pierre et Serge Veber, musique de Joseph Szulc (19 avril)
- 1938 : Le Chirurgien de Jouvence, comédie en 3 actes, en vers, de René Fauchois (31 janvier)
- 1949 : Sincèrement de Michel Duran, mise en scène Alice Cocea (26 septembre)